# Пётр (линейный корабль, 1790)
«Пётр» — 74-пушечный парусный линейный корабль Балтийского флота Российской империи. Один из девятнадцати кораблей типа «Ярослав». Был заложен 26 июня (7 июля) 1789 года на Соломбальской верфи Архангельска, спущен на воду 22 мая (2 июня) 1790 года. Строительство велось корабельным мастером Михаилом Дмитриевичем Портновым.
Корабль принимал участие в войнах с Францией 1792—1797 и 1798—1800 годов.

## История службы
В июле—сентябре 1792 года корабль в составе эскадры перешёл из Архангельска в Кронштадт.
9 июня 1793 года в составе отряда перешёл из Кронштадта в Ревель, а 30 июня с эскадрой адмирала В. Я. Чичагова отправился из Ревеля к проливу Зунд. С 10 июля по 13 августа эскадра стояла у острова Мён и блокируя пролив. 20 августа корабли вернулись в Ревель.
В 1794 году «Пётр» с эскадрой ходил в практическое плавание в Финский залив, 21 июня 1795 года в составе эскадры вице-адмирала П. И. Ханыкова под флагом контр-адмирала Е. Е. Тета он вышел из Ревеля для осуществления с английским флотом совместных действий против Франции. 27 июля эскадра пришла на Дильский рейд, где соединилась с английским флотом. С 10 августа по 10 сентября корабль «Пётр» крейсировал в Северном море в составе объединенной эскадры, блокирующей побережье Голландии.
До сентября 1796 года «Пётр» находился в Англии, периодически крейсируя в Северном море. 24 сентября 1796 года в составе эскадры снялся с Ширнесского рейда и 1 октября пришёл в Копенгаген. 24 октября «Пётр» стал по главе эскадры контр-адмирала М. К. Макарова, которая по просьбе Англии 15 ноября прибыла к Норскому рейду.
До июня 1797 года эскадра находилась в Англии, крейсируя в Северном море. 12 июня русские суда, отделившись от английских, отправились Россию и 16 июля пришли в Кронштадт.
26 июня 1799 года «Пётр» перешёл из Кронштадта на Ревельский рейд, где соединился с эскадрой адмирала П. И. Ханыкова и 5 июля вышел в Балтийское море, чтобы обеспечить эскадре контр-адмирала П. В. Чичагова с войсками проход через пролив Зунд.
С 12 июля «Пётр» в составе эскадры крейсировал у берегов Померании. Осуществлялся осматр встречных судов; эскадра заходила на Данцигский рейд. 5 августа эскадра пришла в Ревель.
В 1800 и 1803 годах «Пётр» выходил в практические плаваниях в Финский залив, а в 1821 году в Кронштадте был разобран.

## Командиры
Должность командира корабля занимали:
1. 1792—1796 — А. Г. Бардаков
2. 1797—1798 — Д. С. Трубецкой
3. 1799—1800 — А. С. Бабаев
4. 1803 — М. И. Муханов